# Одеска област
Одеска област (укр. Одеська область, рус. Одесская область), позната и као Одешчина (укр. Одещина), најјужнија је област у Украјини. Административни центар области је град Одеса.

## Историја
Докази о постојању људских насеобина датирају из доба неолита и Трипољске и Коцофени културе и у виду громила праиндоевропљана из периода бронзаног доба. У првом миленијуму пре нове ере, Грци из Милета су имали колоније на обалама Црног мора. Грци су иза себе оставили офарбане бродове, керамику, скулптуре и друге предмете који указују на ниво развоја те цивилизације.
Ова територија је дуго била под влашћу Османског царства, и територија Одеске области су прешле у Руске и Совјетске руке у више наврата између 18. и 20. века. Ширење Руске империје према Црном мору довело је до стварања територије назване Новорусија, која је била колонизована од стране разних народа, али већинско руског.
Одеска област је формирана 27. фебруара 1932. године, као део Украјинске Совјетске Социјалистичке Републике. 1954. је проширена тако што јој је припојена Исмаилска област.

## Географија
Одеска област заузима 33.300 km², што је по територији чини највећом облашћу у Украјини. Ову област карактеришу велике површине под степама, које су подељене ушћем реке Дњестар. Обала Црног мора се састоји од мноштва плажа и лагуна. Земљиште је познато по својој плодности, и развијена пољопривреда је главна потпора локалној привреди. На југозападу су велике површине под воћњацима и виноградима.

## Привреда
Најзначајније привредне гране су:
- прерада нафте и хемијска индустрија
- саобраћај (стратешки важне речне и морске луке, пруге, нафтни цевоводи)
- виноградарство и други облици пољопривреде

Већи део индустријских капацитета је концентрисан у и око града Одесе.

## Становништво
У Одеској области живи око 2,4 милиона људи (2004), од којих скоро 40% живи у Одеси. Постоји и значајна румунска (6,2%) и бугарска (6,1%) мањина, као и мања грчка заједница у Одеси.
| Националност | 1989. | 2001. | Матерњи језик    | 1989. | 2001. |
| Украјинци    | 54,6% | 62,8% | Украјински језик | 41,2% | 46,3% |
| Руси         | 27,4% | 20,7% | Руски језик      | 47,1% | 41,9% |
| Бугари       | 6,3%  | 6,1%  | остали језици    | 11,7% | 11,8% |
| Молдавци     | 5,5%  | 5,0%  |                  |       |       |
| Гагаузи      | 1,0%  | 1,1%  |                  |       |       |
| Јевреји      | 2,6%  | 0,6%  |                  |       |       |
| Белоруси     | 0,8%  | 0,5%  |                  |       |       |
| Јермени      | 0,2%  | 0,3%  |                  |       |       |
| Роми         | 0,2%  | 0,2%  |                  |       |       |